# Micrurus clarki
Micrurus clarki (кораловий аспід Кларка) — вид отруйних змій родини аспідових (Elapidae). Мешкає в Центральній Америці і Колумбії.

## Поширення і екологія
Коралові аспіди Кларка мешкають на тихоокеанських схилах Коста-Рики, Панами і Колумбії, а також на атлантичних схилах в центрі та на сході Панами. Вони живуть у вологих тропічних лісах та у перехідних напіввологих лісах, на висоті до 900 м над рівнем моря, переважно на висоті до 500 м над рівнем моря.